# 布利尼勒塞克
布利尼勒塞克（法語：Bligny-le-Sec，法語發音：[bliɲi lə sɛk]）是法国科多尔省的一个市镇，位于该省中部，属于第戎区。

## 地理
布利尼勒塞克（47°26'38"N, 4°44'30"E）面积16.61 平方千米，位于法国勃艮第-弗朗什-孔泰大區科多尔省，该省份为法国中东部省份，北起奥布省，西接涅夫勒省和约讷省，南至索恩-卢瓦尔省，东南接汝拉省，东临上索恩省，东北部与上马恩省接壤。
与布利尼勒塞克接壤的市镇（或旧市镇、城区）包括：伊尼翁河畔蓬塞、圣马丹迪蒙、圣塞纳拉拜、萨尔迈斯、蒂尔塞、维洛特圣塞纳、苏尔斯塞纳、尚帕尼。

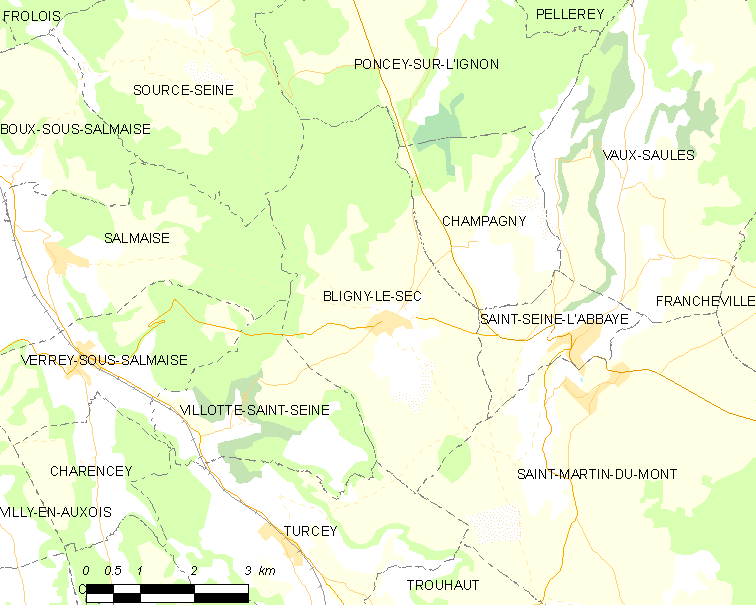
布利尼勒塞克的OSM定位图

布利尼勒塞克的时区为UTC+01:00、UTC+02:00（夏令时）。

## 行政
布利尼勒塞克的邮政编码为21440，INSEE市镇编码为21085。

## 政治
布利尼勒塞克所属的省级选区为方丹莱第戎县。

## 人口

1962-2008年间布利尼勒塞克人口变化图示

布利尼勒塞克于2022年1月1日时的人口数量为145人。